# Fissidens nitens
Fissidens nitens là một loài Rêu trong họ Fissidentaceae. Loài này được Rehmann ex E.S. Salmon mô tả khoa học đầu tiên năm 1899.